# 宇治 (砲艦・2代)
| 宇治                | |
| 艦歴                | |
| 計画                | 1937年（③計画） |
| 起工                | 1940年1月20日 大阪鉄工所 |
| 進水                | 1940年9月26日 |
| 就役                | 1941年4月30日 |
| 最後                | 終戦時上海に残存。中華民国海軍が接収 |
| その後              | 1949年9月19日中国人民解放軍が鹵獲 22日に安徽省大通江で中華民国空軍の爆撃を受け撃沈 1949年12月に中国人民解放軍により引き揚げられ修理の後再就役 1979年に退役 |
| 除籍                | 1945年10月25日（大日本帝国海軍） 1979年（人民解放軍） |
| 性能諸元 （竣工時） | |
| 排水量              | 基準：999t 公試：1,110t |
| 全長                | 80.5m |
| 全幅                | 9.70m |
| 吃水                | 2.45m （公試平均） |
| 主缶                | ホ号艦本式缶2基 |
| 主機                | 艦本式タービン2基2軸 4,600hp |
| 速力                | 19.5kt |
| 航続距離            | 2,500NM / 14kt （重油170t） |
| 乗員                | 158名 |
| 兵装 （竣工時）     | 12cm連装高角砲1基 12cm単装高角砲1門 25mm連装機銃2基 留式7.7mm機銃2挺                                                                                       |

宇治（うじ/うぢ）は、日本海軍の橋立型砲艦の2番艦。この名を持つ日本海軍の艦船としては2隻目。太平洋戦争以後は中華民国海軍と中国人民解放軍海軍において1979年まで使用された。

## 艦歴

### 大日本帝国海軍
1941年（昭和16年）大阪鉄工所で竣工。1942年（昭和17年）揚子江部隊の旗艦。1944年（昭和19年）に上海方面根拠隊へ移動、船団護衛に従事した。
4月21日以降急設網艦白鷹等とともに竹一船団を護衛。
8月16日、駆逐艦蓮とともに上海から那覇へ第六十二師団を移動させる609船団の護衛に参加。8月21日から那覇から疎開者を乗せたナモ103船団に参加するも敵潜水艦の襲撃により対馬丸を損失。
1945年6月25日に「第二十一号掃海艇」、駆逐艦「栗」および「第十一昭南丸」とともに「備後丸」、「興亜丸」を護衛して青島を出航し、翌日PB4Yと思われる敵機2機の攻撃を受けて「備後丸」が被害を受けるも、護衛各艦の対空砲火で2機とも撃墜したという。
終戦時上海で残存、中華民国軍に接収され「長治」と改名された。

### 中国
1945年9月13日上海にて接収され、元乗組員28名が国府軍の訓練に協力した。また終戦直後の中華民国海軍海防第一艦隊旗艦となった。
1947年から48年にかけて渤海方面での戦闘に従事。営口、威海衛、秦皇島などの地域で作戦活動、遅退行動（撤退支援）に就いた。
1949年9月に国民党軍が上海を失陥すると本艦は呉淞口の封鎖を下命された。しかし19日に乗組員が反乱を起こし中国共産党に投降・鹵獲され、「八一」（毛沢東らが南昌蜂起を決起した1927年8月1日に由来）と改名。9月22日に安徽省大通江で国府軍の爆撃を受け撃沈。
同年12月に浮揚、江南造船廠で修理、兵装をソ連製の13cm単装砲2門、37mm機関砲6挺に改装した上で再就役。1950年4月23日に南京において人民解放軍海軍設立一周年を記念して行われた観艦式において再就役式と命名式が行われ「南昌」（艦番号711）と改名し、新編の第6艦隊並びに華東海軍軍区（東海艦隊）の初代旗艦となった。
排水量1,110tで主砲が13cm単装砲と駆逐艦に匹敵するサイズと武装の本艦は1954年以後にソ連から4隻のグネフヌイ級駆逐艦が鞍山級駆逐艦として編入されるまで人民解放海軍最大の艦艇であり、海軍の象徴であった。
再就役以後は国民党政権に雇われ中国周辺海域に侵入していた日本籍漁船（情報収集任務のために傭船されていた）の拿捕に従事。1953年2月24日に上海において毛沢東主席が視察。1954年4月には漁山列島沖にて広州（旧英キャッスル級コルベットボーマンヴィル）、開封（旧英フラワー級コルベットクローバー）、長沙（旧日本海軍海防艦第118号）とともに国民党軍の太字号艦（護衛駆逐艦）と遭遇し交戦。1955年1月には一江山島戦役において武昌（旧海防艦第14号）、済南（旧海防艦第194号）、沈陽（旧海防艦第81号）を率いて艦砲射撃を行った。1956年には艦番号を811に変更。1961年には艦番号を210に変更、また改装を行い艦橋の形状が変化した他に副砲を37mm連装機関砲4基と37mm単装機関砲1基に変更。1968年2月に毛沢東主席視察15周年を記念し艦番号を53-224に変更。1978年からは第一線からは引退し、旅順において練習艦として用いられた。
1979年に除籍。
南昌の艦名は人民解放軍海軍において051型駆逐艦と055型駆逐艦に継承されている。

## 艦長
艤装員長
- 鈴木正明 中佐：1940年11月15日[7] - 1941年4月30日[8]

艦長
- 鈴木正明 中佐：1941年4月30日[8] -

長治時期
- 鄧兆祥
- 胡敬端

八一及び南昌時期
- 郭成森：1949年9月20日-
- 曾泉生